# Resolutie 1337 Veiligheidsraad Verenigde Naties
Resolutie 1337 van de Veiligheidsraad van de Verenigde Naties werd unaniem aangenomen op 30 januari 2001. Men verlengde de UNIFIL-vredesmacht in het zuiden van Libanon met een half jaar.

## Achtergrond
Na de Israëlische inval in Zuidelijk Libanon eind jaren 1970, stationeerden de Verenigde Naties de tijdelijke VN-macht UNIFIL in de streek. Die moest er de vrede handhaven totdat de Libanese overheid haar gezag opnieuw kon doen gelden.
In 1982 viel Israël Libanon opnieuw binnen voor een oorlog met de Palestijnse PLO. Midden 1985 begon Israël met terugtrekkingen uit het land, maar geregeld vonden nieuwe aanvallen en invasies plaats.

## Inhoud
De Veiligheidsraad:
- Herinnert aan de resoluties 425, 426, 501, 508, 509, 520 en 1310.
- Herinnert ook aan resolutie 1308.
- Herinnert ook aan het besluit van secretaris-generaal Kofi Annan dat Israël zich sedert 16 juni, in overeenstemming met resolutie 425 uit 1978, volledig uit Libanon heeft teruggetrokken.
- Benadrukt het tijdelijke karakter van UNIFIL.
- Herinnert aan het Verdrag inzake Veiligheid van VN- en Aanverwant Personeel uit 1994.
- Beantwoordt het verzoek van de Libanese overheid.

1. Verwelkomt het rapport van de secretaris-generaal over UNIFIL, en onderschrijft zijn waarnemingen en aanbevelingen.
2. Besluit UNIFIL's mandaat met zes maanden te verlengen, tot 31 juli 2001.
3. Besluit UNIFIL's militaire personeel terug te brengen naar het operationele niveau vermeld in paragraaf °24 van het rapport. (4500 manschappen[1])
4. Herhaalt zijn steun aan de territoriale integriteit, soevereiniteit en onafhankelijkheid van Libanon.
5. Roept Libanon op zich opnieuw van zijn gezag in de regio te verzekeren.
6. Verwelkomt de oprichting van controleposten door de Libanese regering.
7. Roept de partijen op om de terugtrekkingslijn te respecteren.
8. Veroordeelt alle gewelddaden en het schenden van de terugtrekkingslijn.
9. Looft UNIFIL voor het voltooien van haar mandaat wat betreft de verificatie van de Israëlische terugtrekking.
10. Verwelkomt de bijdrage van UNIFIL aan de ontmijning.
11. Vraagt de secretaris-generaal om met de Libanese overheid en andere partijen over de uitvoering van deze resolutie te blijven overleggen en hierover te rapporteren.
12. Kijkt uit naar de voltooiing van UNIFIL's mandaat.
13. Steunt de secretaris-generaal die UNIFIL wil herconfigureren.
14. Besluit de situatie tegen mei te bekijken.
15. Benadrukt het belang van vrede in het Midden-Oosten.

## Verwante resoluties
- Resolutie 1322 Veiligheidsraad Verenigde Naties (2000)
- Resolutie 1328 Veiligheidsraad Verenigde Naties (2000)
- Resolutie 1351 Veiligheidsraad Verenigde Naties
- Resolutie 1365 Veiligheidsraad Verenigde Naties

Lijst ·  1335 ·  1336 ·  1337 ·  1338 ·  1339 ·  1340 ·  1341 ·  1342 ·  1343 ·  1344 ·  1345 ·  1346 ·  1347 ·  1348 ·  1349 ·  1350 ·  1351 ·  1352 ·  1353 ·  1354 ·  1355 ·  1356 ·  1357 ·  1358 ·  1359 ·  1360 ·  1361 ·  1362 ·  1363 ·  1364 ·  1365 ·  1366 ·  1367 ·  1368 ·  1369 ·  1370 ·  1371 ·  1372 ·  1373 ·  1374 ·  1375 ·  1376 ·  1377 ·  1378 ·  1379 ·  1380 ·  1381 ·  1382 ·  1383 ·  1384 ·  1385 ·  1386